# Songdo International Business District
Songdo City, auch genannt New Songdo City oder Songdo New City, ist eine Planstadt als Teil der Millionenstadt Incheon in Südkorea. Das Areal liegt etwa 60 Kilometer südwestlich des Zentrums der Hauptstadt Seoul.

## Planstadt auf künstlichem Land
Für die Anlage einer größeren Planstadt ließ sich im gesamten Ballungsraum Seoul kein geeignetes Land finden, praktisch jede größere bebaubare Fläche ist bereits belegt. Daher wird auf einer im südlichen Incheon im Stadtteil Yeonsu-gu dem Wattenmeer abgerungenen Polderfläche von 6 Quadratkilometern in 3 Bauphasen von 2003 bis ca. 2020 der Songdo International Business District (Songdo IBD) gebaut. Die Urbanisation ist ausgelegt für eine Wohnbevölkerung von 65.000–70.000 Menschen. Im Juni 2012 lebten 22.000 Einwohner in Songdo. Songdo ist in der Zusammensetzung seiner Einwohner- und Arbeitsplatzbesitzer ein enger Ausschnitt des gehobenen Mittelstands: Ärmere und ältere Menschen fehlen.
Das Projekt ist eingebunden in die von der Stadt Incheon auf den Weg gebrachten Freihandelszone Incheon Free Economic Zone (IFEZ) zu der noch Teile des Seehafens Incheon und der Internationale Flughafen Incheon gehören. Die IFEZ soll Arbeitsplätze für 340.000 Menschen schaffen und ist mit einem Gesamtvolumen von 40 Milliarden US-Dollar veranschlagt.
Die Urbanisation ist ein Kooperationsprojekt des koreanischen Unternehmens POSCO und des amerikanischen Bauträgers Gale International mit Sitz in New York City.
Der Masterplan stammt von der Architektengruppe Kohn Pedersen Fox (KPF). Vorgesehene Bauleistung: Wohnflächen von rund 3,2 Millionen Quadratmetern und weitere rund 4,7 Millionen Quadratmeter Büro-, Handels- und öffentliche Flächen. Die hier insgesamt rein privatwirtschaftlich herzustellende Baumasse soll derjenigen von Boston-City entsprechen.
Das Gesamtprojekt ist konzipiert für drei Bauphasen von 2003 bis 2020: Phase 1 bis 2009, Phase 2 bis 2014, Phase 3 bis 2020.
Die regionalen Planer und ihre privaten Investoren hatten die Absicht, eine neue Stadt „aus einem Guss“ zu bauen, die folgende Vorteile in sich vereint:
- Global günstige Lage in Ostasien, in 3,5 Flugstunden werden 34 % der Weltbevölkerung erreicht
- kurze Entfernung zum internationalen Flughafen Incheon
- Konzentration von Finanzplatz, Wirtschaftsplatz und Technologiezentrum
- Wohnen, Arbeiten und Freizeit in einer nachhaltig ausgerichteten Kommune
- international anerkannte, zertifizierte Umweltstandards beim Bau und Betrieb der Planstadt
- Vorrang für umweltschonenden Individual- und öffentlichen Verkehr
- Bildungs-, Kultur- und Einkaufsangebote sowie Gesundheitsdienste vor Ort
- 40 Prozent der Flächen als Parks, Grün- und Erholungsflächen
- um ein urbanes Flair zu erzeugen, werden die Straßen mit mittelhohen Häusern eingegrenzt.

Als Großthemen für Songdo City werden angegeben: internationaler Businesskomplex, industrieller Wissens- und Informationskomplex, Hightech-Bio-Komplex, Songdo-Wohnstadt und zentrale City, Hightechindustriebereich und ein Komplex für Hafenbetrieb und Hafenservice (neue Hafenlogistik, Luftfracht-Logistik u. a.).

## Baugeschichte und Planungsstand
Nach Genehmigung des Masterplans 2003 wurden die etwa acht Kilometer vom Zentrum Incheons liegenden künstlichen Flächen geschaffen. Die Wattpolder mit ca. vierzehn Kilometer langen Deichen hat man mit rund vier Millionen Kubikmeter Erdreich aufgefüllt und mechanisch verdichtet, was von Umwelt- und Tierschützern kritisiert wurde. Wegen des schlickhaltigen Untergrunds müssen die meisten Hochbauten mit Pfahlgründungen tief abgesichert werden. Nach Fertigstellung der Versorgungsinfrastruktur wurden ab 2004 die ersten Hochbauten errichtet. Das städtebauliche Zentrum in Songdo City bildet das Convention Center ConvensiA im Zusammenklang mit dem 305 Meter hohen Northeast Asia Trade Tower und dem an dessen Fuß liegenden Einkaufszentrum Riverstone Retail Mall. Das architektonisch der Oper Sydney nachempfundene Tagungszentrum mit 144 Meter weiten, völlig stützenlosen Hallen wurde 2005 begonnen und im Oktober 2008 eröffnet.
Im August 2009 wurde der 40 Hektar große Central Park eröffnet. Er hat einen seewassergefüllten Kanal mit einem elektromotorischen Wassertaxidienst.
Im September 2009 bezog die Universität Incheon ihren neuen Campus für fast 13.000 Studenten im Entwicklungsgebiet. Im September 2010 öffnete die Chadwick International School für 2.100 Schüler.
Auch die Yonsei University eröffnete den sogenannten International Campus 2010, welcher Kritik hervorrief.
Ebenfalls 2010 waren der außen liegende Golfplatz mit einigen hundert integrierten Villengrundstücken, 25 Kilometer Radwege und der zentrale Northeast Asia Trade Tower fertig. Neben diesem Wolkenkratzer gibt es 9 weitere Hochhäuser von 170 bis 235 Metern Höhe. Bei den Wohnbauten, die zu einem großen Teil als Apartmenthochhäuser errichtet werden, waren bereits mehrere Quartiere fertiggestellt.
Ein Krankenhaus nach internationalem Standard soll Ende 2015 eröffnet werden. An Kultureinrichtungen sind ein küstennahes Theater – ebenso in Anlehnung an die Architektur des Opernhauses Sydney – sowie ein Museum im Central Park geplant.
Eine Besonderheit stellt das pneumatische Abfallentsorgungsnetz dar. Ähnlich der Rohrpost werden die Abfälle von jedem Einwurfspunkt aus in Spezialbehältern mit Druckluft in ein Kraftwerk zur Biogasgewinnung befördert.

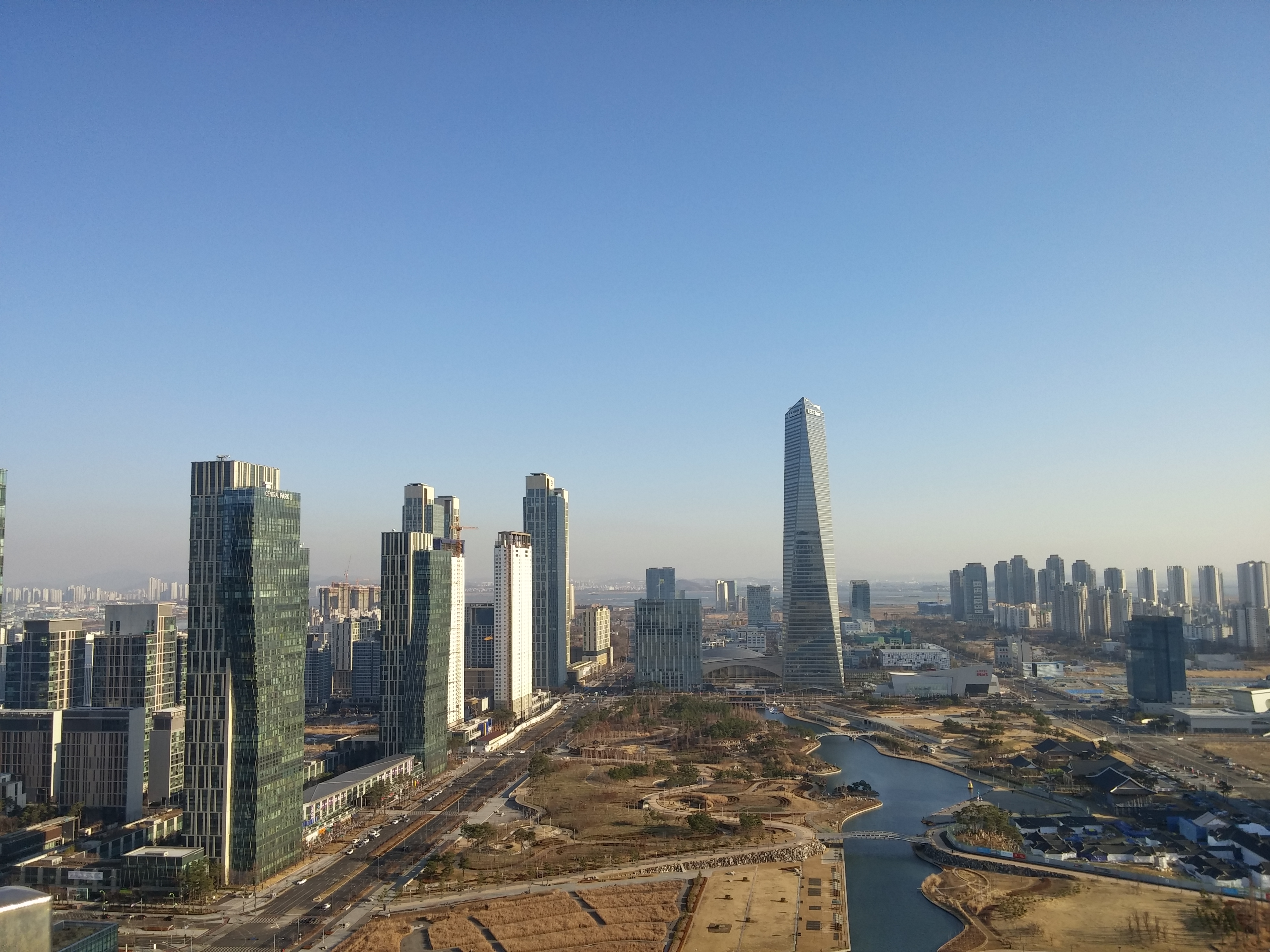
Stadtansicht 2014

## Verkehrsanbindung
Das wichtigste Argument für die gute Vermarktbarkeit der Planstadt ist ihre im Raum Seoul schnelle Anbindung an den Internationalen Flughafen Incheon. Seit 26. Oktober 2009 ist die Incheon-Brücke auf die Flughafeninsel Yeongjong eröffnet. Für Fahrten aus Songdo City bis zum Terminal werden kaum 20 Minuten benötigt. Auch für Fahrten aus Seoul und den meisten Städten des Ballungsraums bietet die neue Brücke eine mehr als einstündige Verkürzung gegenüber der bisherigen nördlichen Brücke mit dem Airport Expressway.
Der Individualverkehr bekommt ein breites Straßennetz, soll aber möglichst in Tiefgaragen verschwinden, Fahrzeuge mit geringem Schadstoffausstoß erhalten vorrangig Einstellplätze. Für Elektrofahrzeuge werden ausreichend Ladestationen angeboten.
Der ÖPNV wird über eine Verlängerung der Linie 1 der U-Bahn Incheon bedient, die zunächst nach Süden (Universität) fährt und sich dann nach Westen (Central Park) wendet. Diese Linie ist über Incheon-Zentrum mit der U-Bahn Seoul verbunden; die Fahrt ins nördliche Zentrum Seouls ist mit ca. 40 Haltestellen jedoch zeitraubend. Für die Feinverteilung ab den U-Bahn-Stationen in Songdo City sorgen Omnibusse.

## Smart-City-Konzept
Songdo City verwirklicht schon viele Elemente einer vernetzten Smart City: alle Menschen, die hier wohnen oder arbeiten, sind in eine permanente Datenerhebung eingebunden: Videoüberwachung des öffentlichen Raums bis in die Häuser, Chipkarten mit Multifunktion wie ÖPNV-Nutzung, Krankenversorgung, Wohnungszugang, Bankdienste usw. In den Wohnungen werden individuelle Verbrauchsdaten, Zugangsdaten usw. erhoben, so dass Bewegungsbilder entstehen. Die Stadt gibt an, mit den Daten könnten etwa Hinweise auf Energieoptimierung oder Abwesenheitshinweise bei alleinlebenden Menschen anfallen. Die Vernetzung solle ca. 30 % Energie- und Ressourceneinsparung gegenüber konventionellen Städten erbringen.

## Trivia
Songdo ist im Computerspiel Battlefield 2042 als Schauplatz der Mehrspielerkarte „Kaleidoskop“ vertreten, auf der die Spieler um den Songdo Central Park kämpfen.

## Belege
1. 1 2 3 4  Wojciech Czaja: Grün Ding braucht Weile. In: Der Standard. 17. Juni 2012. Abgerufen am 15. November 2012.
2. ↑  Kwon Mee-yoo: Incheon to Be NE Asian Hub. In: The Korea Times. 26. Februar 2010 (englisch). Abgerufen am 15. November 2012.
3. ↑  Master Plan von Songdo IBD (Memento vom 2. Februar 2013 im Webarchiv archive.today). In: songdo.com (englisch). Abgerufen am 15. November 2012.
4. ↑  Tim Edelsten: Last call for Song Do. In: birdskorea.org vom Dezember 2003 (englisch). Abgerufen am 15. November 2012.
5. ↑  KPF: Songdo Central Park. (Memento vom 6. Juni 2015 im Internet Archive) In: kpf.com (englisch). Abgerufen am 15. November 2012.
6. ↑  Kwon Mee-yoo: Bringing Central Park to New Songdo City. In: The Korea Times. 5. August 2009 (englisch). Abgerufen am 15. November 2012.
7. ↑  Christopher Henry: Songdo International Business District / KPF. In: archdaily.com vom 14. März 2011 (englisch). Abgerufen am 15. November 2012.
8. ↑  Chadwick International School (Memento vom 27. November 2012 im Internet Archive). In: songdo.com (englisch). Abgerufen am 15. November 2012.
9. ↑  Kwon Mee-yoo: Some Unhappy About Yonsei’s New Campus. In: The Korea Times. 3. März 2010 (englisch). Abgerufen am 15. November 2012.
10. ↑  Jack Nicklaus Golf Club Korea (Memento vom 27. Dezember 2012 im Internet Archive). In: songdo.com (englisch). Abgerufen am 15. November 2012.
11. ↑  Yun Suh-young: Foreign doctors to be allowed to administer to patients. In: The Korea Times. 21. September 2012 (englisch). Abgerufen am 15. November 2012.
12. ↑  Culture (Memento vom 27. November 2012 im Internet Archive). In: songdo.com (englisch). Abgerufen am 15. November 2012.

Koordinaten: 37° 23′ N, 126° 39′ O